# 石原比伊呂
石原 比伊呂（いしはら ひいろ、男性、1976年 - ）は、日本史学者、聖心女子大学准教授。専門は日本中世史（中世後期公武関係論）。
三重県生まれ。東京都立大学人文学部卒業。青山学院大学大学院博士課程修了。2007年「室町幕府最盛期の室町殿と公武関係」で、博士（歴史学・青山学院大学）。

## 著書
- 『室町時代の将軍家と天皇家』勉誠出版, 2015
- 『足利将軍と室町幕府 時代が求めたリーダー像』(戎光祥選書ソレイユ) 戎光祥出版, 2018
- 『北朝の天皇ー「室町幕府に翻弄された皇統」の実像』(中公新書) 2020

### 共編
- 『室町・戦国天皇列伝 後醍醐天皇から後陽成天皇まで』久水俊和共編. 戎光祥出版, 2020

## 論文
- ＜石原比伊呂